# 長鰭珍燈魚
長鰭珍灯鱼（学名：Lampanyctus vadulus）为輻鰭魚綱燈籠魚目灯笼鱼科珍灯鱼属的其中一種。分布于全球三大洋海域，為深海魚類，棲息深度0-370公尺，體長可達9.9公分。

## 扩展阅读
維基物種上的相關：長鰭珍灯鱼